# Phyllachora andamanica
Phyllachora andamanica är en svampart som beskrevs av Sreekumar & Hosag. 1991. Phyllachora andamanica ingår i släktet Phyllachora och familjen Phyllachoraceae.   Inga underarter finns listade i Catalogue of Life.